# 116-й ракетний полк (СРСР)
116-й ракетний полк (в/ч 49476) — військова частина у складі Ракетних військ стратегічного призначення Збройних сил СРСР і України.

## Історія створення і бойовий шлях
У листопаді 1958 року у складі 24-го навчально-артилерійського полігону (м. Кіров, РФ) завершено формування 116-го інженерного полку.
З 1 жовтня 1960 року, відповідно до директиви Головкому РВ від 31 серпня 1960 року на виконання директиви Генштабу ЗС СРСР від 20 серпня 1960 року, полк переформований у 116-1 ракетний і перейшов на штат № 6/15. Увійшов до складу новосформованої 25-ї ракетної бригади. Полк дислокувався у смт. Юр'я Кіровської області. Через відсутність навчально-матеріальної бази з ракети Р-16, навчання бойових розрахунків проводилося у Дніпропетровську, безпосередньо на заводі та ОКБ-586.
14 серпня 1961 року 116-му ракетному полку вручений Бойовий прапор і Грамота Президії Верховної Ради СРСР. У листопаді того ж року особовий склад полку у складі 2-х бойових розрахунків заступив на бойове чергування на ракеті 8К64. Полк входив до складу 8-ї ракетної дивізії.
У квітні 1964 року на підставі директиви Головнокомандувача РВСП від 21.03.1964 року № 313269, ракетні полки Р-16У переформуються з дивізійної на групову штатну структуру, внаслідок чого кожен дивізіон (БСП) полку став самостійним ракетним полком. Таким чином на майданчиках 116-го ракетного полку формуються 3 ракетні полки:
- БСП-1 залишилась 116-м ракетним полком з двома пусковими установками Р-16;
- БСП-2 стала 527-м ракетним полком з двома пусковими установками Р-16;
- БСП-31 стала 603-м ракетним полком з двома пусковими установками Р-16.

Відповідно до директиви ГК РВ від 23 грудня 1968 року, з 24 січня 1969 року 116-й ракетний полк переведено на штат ракетного полку УР-100 і передислоковано до м. Козельськ (Калузька область, РФ), де він увійшов до складу 28-ї гвардійської ракетної дивізії.
12 липня 1971 року 116-й ракетний полк передислокований у м. Первомайськ (Миколаївська область), де увійшов до складу 46-ї ракетної дивізії. Того ж року полк, озброєний ракетним комплексом УР-100 (SS-11), заступив на бойове чергування на БРК-8 з десятьма шахтними пусковими установками УР-100 (8К84М).
У 1974 році особовий склад полку успішно освоїв новий ракетний комплекс 15ПО20У (УР-100К) і заступив на бойове чергування. З 8 липня 1982 року полк ніс бойове чергування на ракетному комплексі 15ПО35 (УР-100НУ), а з 30 грудня 1988 року — на ракетному комплексі 15ПО60 з ракетою 15Ж60.
У зв'язку з ліквідацією ядерного озброєння в Україні, 1 липня 2000 року 116-й ракетний полк був розформований.

## Командири полку
- полковник Березін Яків Андрійович (1958—1961);
- підполковник Островський Юрій Петрович (1961—1964);
- полковник Шилов Віктор Іванович (1964—1968);
- підполковник Романічев Віталій Леонідович (1969—1970);
- полковник Глазунов Анатолій Михайлович (1970—1978);
- підполковник Жовтий Василь Микитович (1978—1980);
- полковник Меркулов Володимир Васильович (1980—1982);
- полковник Ісупов Юрій Іванович (1982—1991);
- полковник Буров Леонід Іванович (1991—1997);
- полковник Білозерцев Олександр Олександрович (1997—1998);
- полковник Тарасенко Олександр Євгенович (1998—2000).